# Eurelijus Žukauskas
Eurelijus Žukauskas (Klaipėda, 22. kolovoza 1973.) litavski je profesionalni košarkaš. Igra na poziciji centra.
Izabran je u 2. krugu (54. ukupno) NBA drafta 1995. od strane Seattle SuperSonicsa, a 28. lipnja 1995. Sonicsi su prava na njega zamijenili u Milwaukee Buckse. 

## Reprezentacija
Od 1996. do 2004. bio je član litavske košarkaške reprezentacije. S njome je Olimpijskim igrama 1996. i 2000. osvojio je dvije brončane medalje, a na Europskim prvenstvima u Ateni 1995. i Švedskoj 2003. srebrnu, odnosno zlatnu medalju. 

## Vanjske poveznice
- Profil na Euroleague.net